# Violent Night
Violent Night är en amerikansk julfilm/actionkomedifilm från 2022 i regi av Tommy Wirkola, från ett manus skrivet av Patrick Casey och Josh Miller. Filmen premiärvisades för första gången på New York Comic Con den 7 oktober 2022, för att sedan släppas för officiell biopremiär av Universal Studios den 2 december 2022. Den största huvudrollen i filmen spelas av David Harbour.

## Rollista (i urval)
- David Harbour – Jultomten
- John Leguizamo – Scrooge
- Alex Hassell – Jason
- Alexis Louder – Linda
- Edi Patterson – Alva
- Cam Gigandet – Morgan Steel
- Leah Brady – Trudy
- Beverly D'Angelo – Gertrude
- Ray Strachan – Al
- André Eriksen – Pepparkaksgubbe
- Brendan Fletcher – Krampus
- Mike Dopud – Befälhavare Thorp
- Alexander Elliot – Bert